# Aus den Bergen
Aus den Bergen ist ein Walzer von Johann Strauss Sohn (op. 292). Das Werk wurde am 2. Oktober 1864 in Pawlowsk in Russland erstmals aufgeführt. 